# Macugnaga
Macugnaga (walserdeutsch Magganaa) ist eine italienische Gemeinde in der Provinz Verbano-Cusio-Ossola (VB), Region Piemont. Sie ist Träger der Bandiera Arancione des TCI.

## Lage und Einwohner
Macugnaga liegt 60 km westlich von der Provinzhauptstadt Verbania und 41 km südwestlich von Domodossola und umfasst eine Fläche von fast 100 km², mit einer maximalen Meereshöhe von 4,617 m ü. M. (Monte Rosa, Grenzgipfel neben der in der Schweiz liegenden Dufourspitze mit 4,634 m ü. M.). Sie ist die westlichste Gemeinde in der Provinz Verbano-Cusio-Ossola.
Der höchstgelegene Ortsteil, Pecetto, liegt auf 1327 m ü. M., der tiefstgelegene, Pestarena, liegt auf 1075 m ü. M. Macugnaga liegt im Talschluss des Valle Anzasca (walserdeutsch Vischpertal) in einem klassischen glazialen Trogtal, das von den mächtigen Gletschern des Monte-Rosa-Massivs und seiner nördlichen Ausläufer ausgeformt wurde und durch gewaltige Moränen im oberen Teil dominiert wird.
Die Gemeinde besteht u. a. aus den Ortsteilen Pestarena (walserdeutsch In der Mattu), Borca (walserdeutsch Zer Burfuggu), Motto (walserdeutsch Uf dem Biil), Staffa (walserdeutsch In d Schtapfu), Chiesa vecchia (walserdeutsch Zer altu Chilchu oder Duorf), Opaco (walserdeutsch In d Ääbi), Ripa (walserdeutsch Uf d Riifu) und Pecetto (walserdeutsch Zer Tannu). Total sind es 19 Fraktionen, von denen sich vier in je zwei weitere teilen. Die Gesamtgemeinde Macugnaga hat 505 Einwohner (Stand am 31. Dezember 2023). Der Haupterwerbszweig der Bevölkerung ist heute der Tourismus.
Die Nachbargemeinden sind Alagna Valsesia, Alto Sermenza, Carcoforo, Ceppo Morelli und auf Schweizer Seite  Saas Almagell und Zermatt.

## Geschichte und Sprache
Macugnaga ist eine alte Walsersiedlung, die im 12. Jahrhundert vom schweizerischen Saastal (Wallis) aus besiedelt wurde und ihre Jahrhunderte währende, eigenständige kulturelle Stabilität bis ins 20. Jahrhundert bewahrt hat. Pestarena wird erstmals 1291 urkundlich bezeugt (Peza Saltaneria), Motta im Jahre 1361, Pecetto 1373 und Borca 1458.
Franz Josef Lochmatter aus dem Walliser St. Niklaus eröffnete im Jahre 1854 das erste Hotel in Macugnaga und nannte es «Monte Rosa». Dies war die Geburtsstunde des Tourismus in Macugnaga. Als weiteres Hotel folgte das Monte Moro von Domenico Oberto.
Ab dem 19. Jahrhundert infolge des Bergbaus im unteren Gemeindegebiet und im 20. Jahrhundert infolge des Faschismus, des Tourismus und des modernen vernetzten Lebensstils wurde die Gemeinde sprachlich weitgehend italienisiert. Der Titschu genannte örtliche Dialekt, eine Variante des höchstalemannischen Walserdeutsch, stirbt mit der Generation der über Achtzigjährigen aus. Bleibende Zeugen des Walsertums sind etliche Baudenkmale im Blockhausstil, die allerdings in allen Ortsteilen von moderneren, nicht immer sensibel integrierten Hotelbauten bedrängt werden.
Der Dialekt findet sich dokumentiert im Sprachatlas der deutschen Schweiz, im Schweizerischen Idiotikon und in Max Waibels Die volkstümliche Überlieferung in der Walserkolonie Macugnaga (Provinz Novara), Basel 1985 (Schriften der Schweizerischen Gesellschaft für Volkskunde, Band 70).
Am 27. Mai 2011 fand hier die 19. Etappe des Giro d’Italia mit dem Sieg von Paolo Tiralongo statt.

## Sehenswürdigkeiten
- Alte Kirche Maria Assunta im Ortsteil Duorf, erstmals 1317 erwähnt, renoviert und wieder geweiht 1523.
- Pfarrkirche Madonna Assunta im Ortsteil Staffa, erbaut zwischen 1709 und 1717, mit polychronem Chor und zwei Gemälden des Malers Bartolomeo Iacchini. Eine Gedenktafel erinnert an den Aufstieg auf die Dufourspitze des Priesters Achille Ratti und späteren Papsts Pius XI.
- Kirche San Giovanni Battista aus dem 17. Jahrhundert, 1684 erweitert und umgestaltet und 1789 mit einem Friedhof ausgestattet, der für alle Weiler des Tales genutzt wird.
- Kirche Beata Vergine delle Nevi (Ad Nives) im Ortsteil Borca, erbaut im Jahr 1653, im Inneren eine Reihe von bemerkenswerten Fresken.
- Heimatmuseum (Museo Casa Walser Alts Walserhüüs van zer Borfuggu): Im aus dem 17. Jahrhundert stammenden Pfarrhaus können mehr als 650 Gegenstände besichtigt werden, welche vom Alltag der Walserbevölkerung zu Hause und bei der Arbeit erzählen.
- Bergmuseum: Ausstellung von Gegenständen aus der Vergangenheit des Bergsteigens rund um Macugnaga. In zwei Sektionen werden insbesondere die Geschichte der Bergführer und der Schmuggler behandelt.
- Casa Pala im Ortsteil Pecetto: Typisches Beispiel für die Walserarchitektur, Nationaldenkmal. Das Gebäude stammt aus dem Ende des 16. Jahrhunderts und ist vertikal in zwei Teile gegliedert.
- Goldmine von Guia im Ortsteil Borca, kann besichtigt werden.
- Kirche Madonna dei Ghiacciai im Ortsteil Pecetto, laut einer Inschrift 1635 errichtet.
- Die Alte Linde (Vecchio Tiglio) im Ortsteil Chiesa Vecchia, in deren Schatten die Gemeindeversammlungen, der Jahresmarkt und die Gerichtsverhandlungen abgehalten wurden. Die zum Nationaldenkmal erklärte Linde stammt aus dem 13. Jahrhundert und hat einen Umfang von sieben Metern.[5]

## Bildgalerie

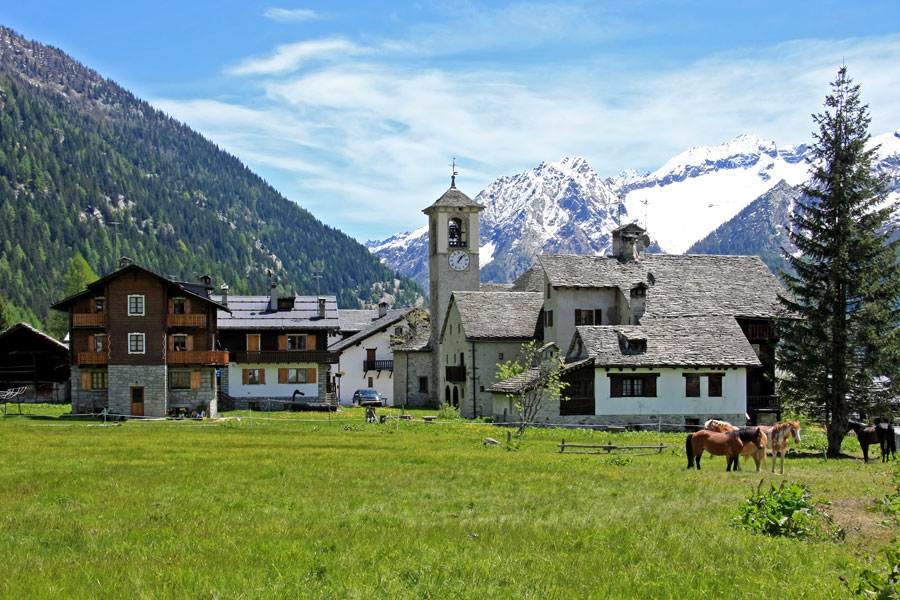
Macugnaga, Fraktion Pecetto (zer Tannu)
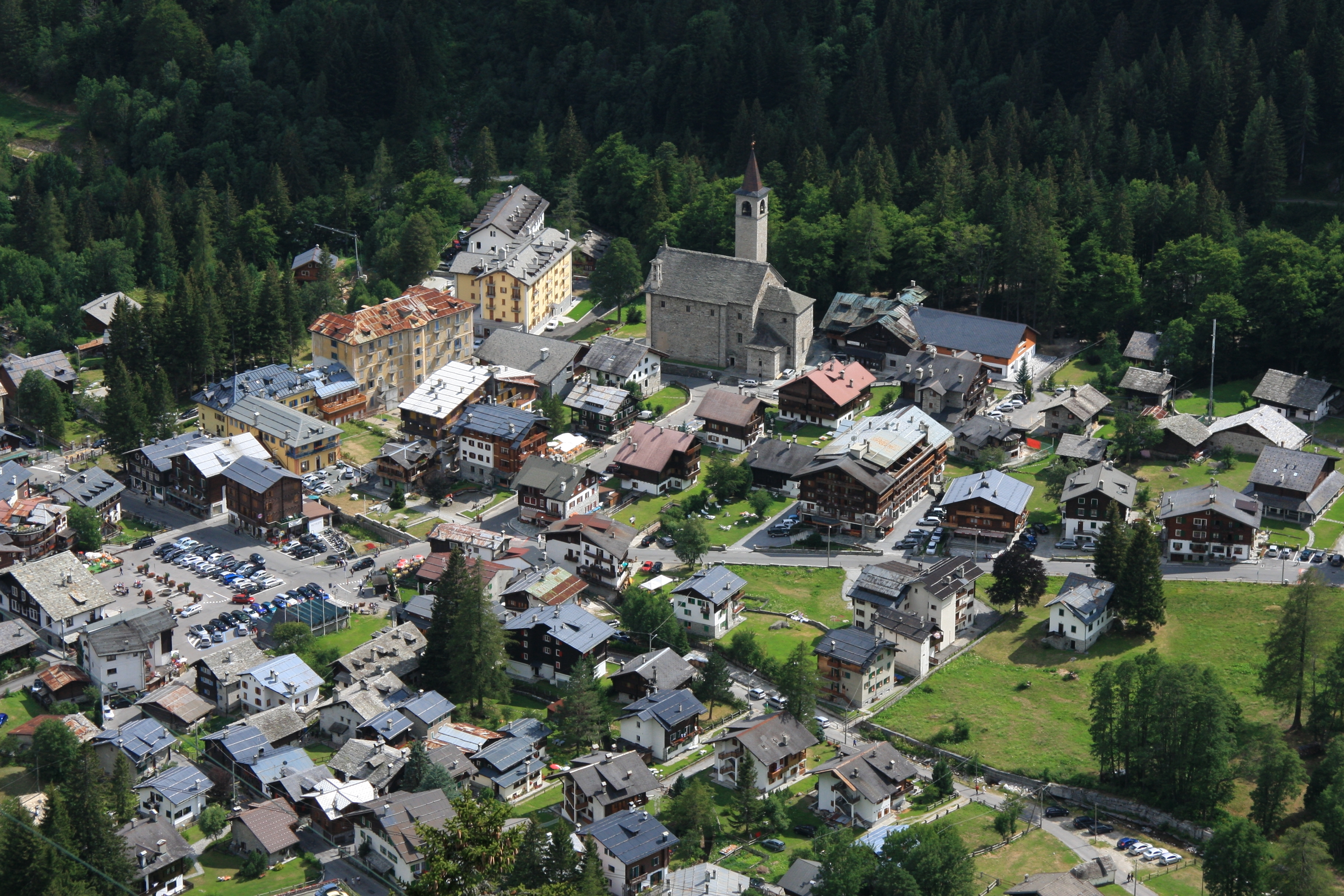
Macugnaga Zentrum
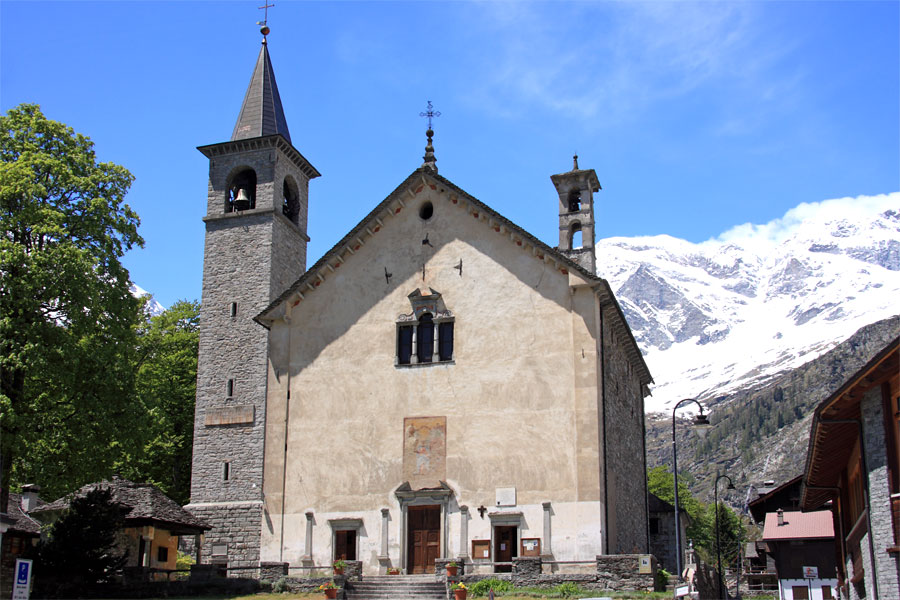
Pfarrkirche Madonna Assunta im Ortsteil Staffa (in d Schtapfu)
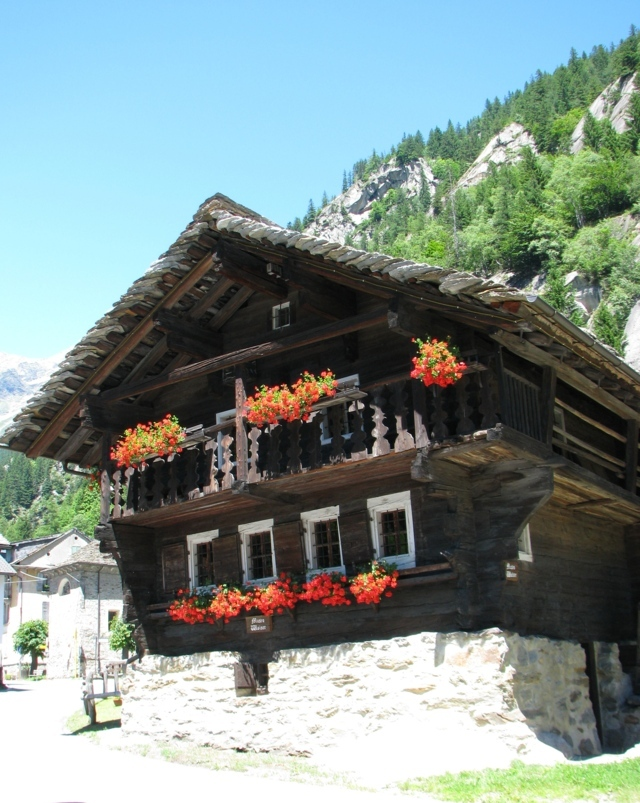
Walsermuseum
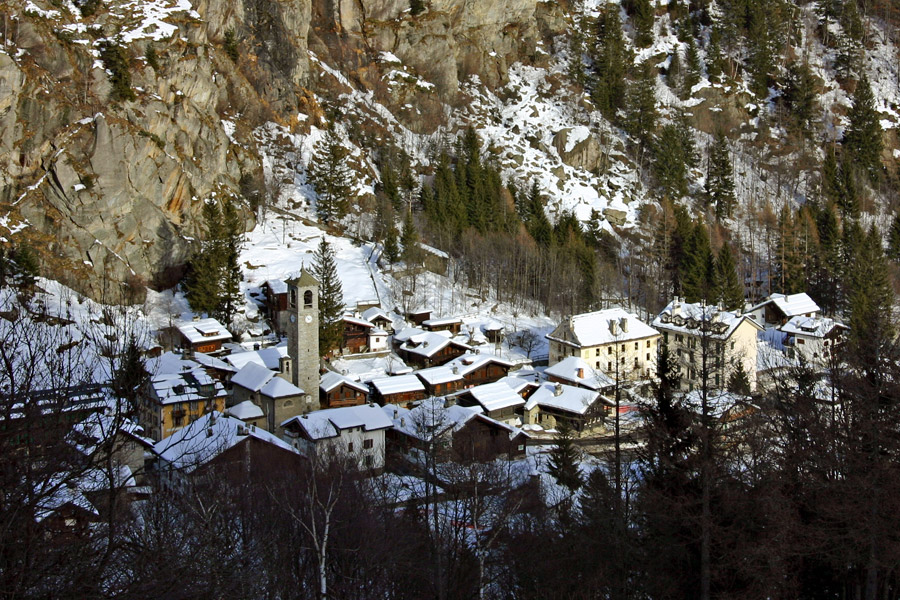
Fraktion Borca (zer Burfuggu)
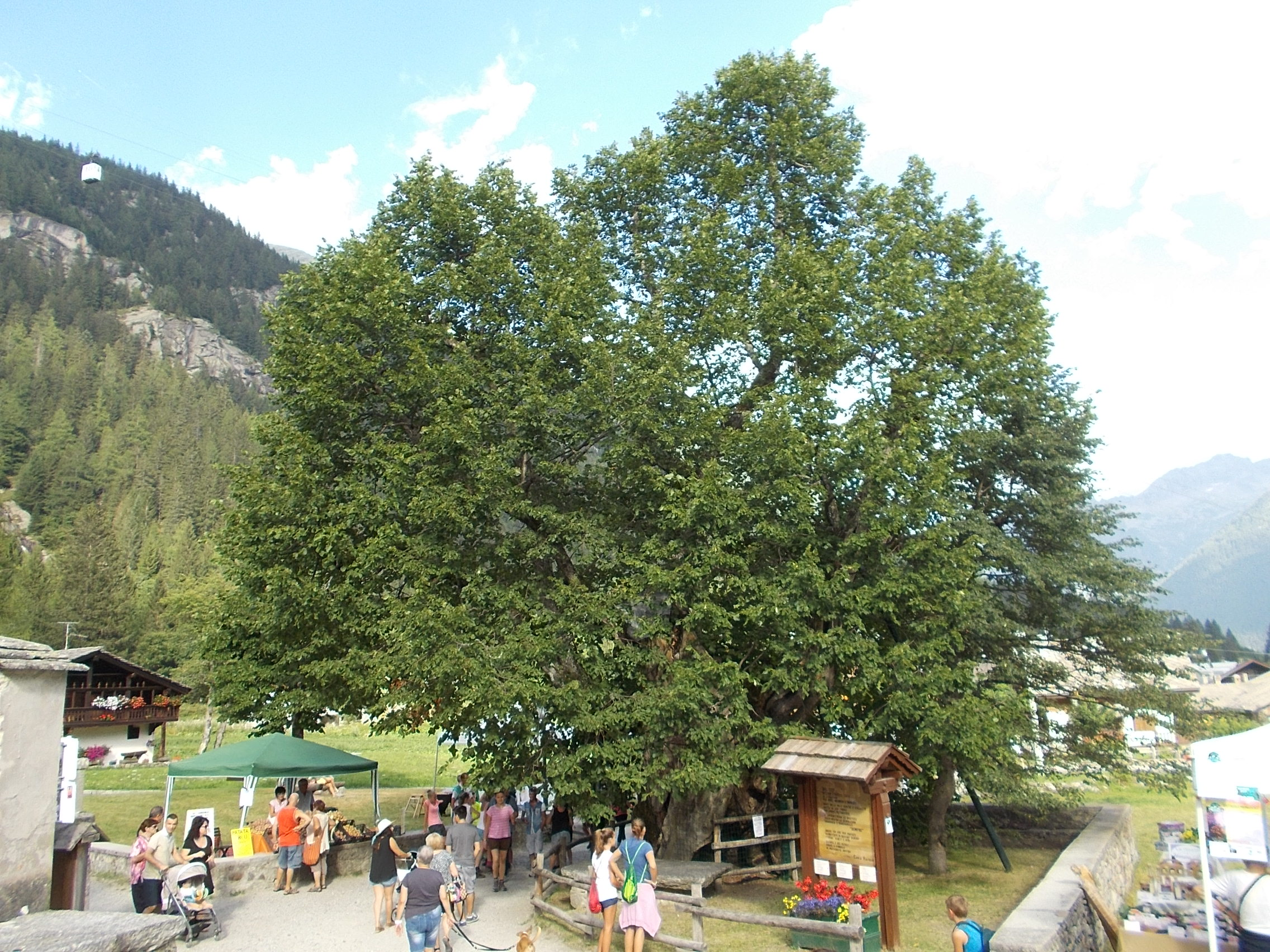
Alte Linde in der Fraktion Chiesa Vecchia (Duorf)
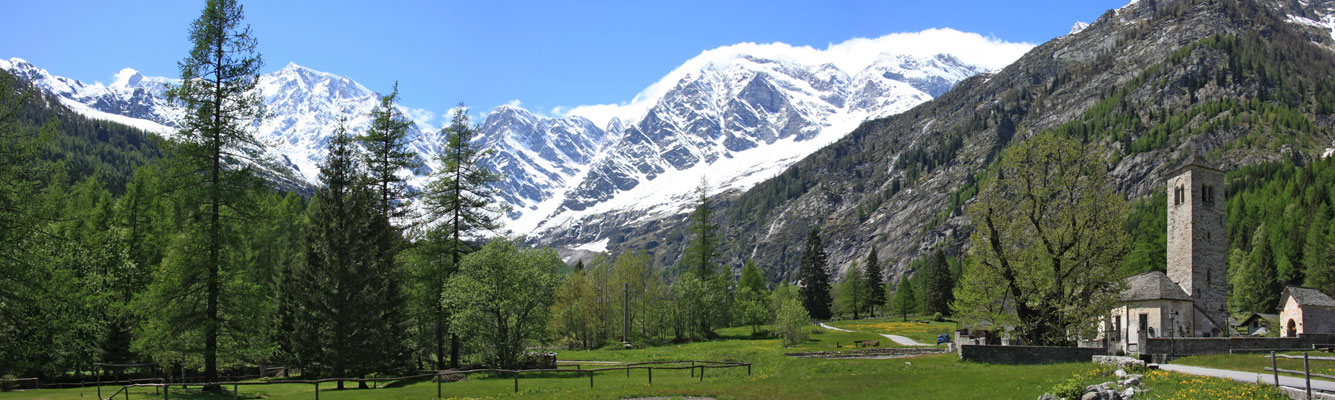
Die alte Kirche und die alte Linde im Ortsteil Duorf, im Hintergrund das Monte-Rosa-Massiv

## Persönlichkeiten
- Anton de Augustini (* 4. August 1743 in Macugnaga; † 18. Juni 1823 in Leuk), Advokat und Notar, Landvogt von Monthey, Mitglied des provisorischen Direktoriums des Wallis, Mitverfasser des Walliser Straf- und Zivilgesetzbuchs, Mitglied des Helvetischen Direktoriums[6]
- Franz Josef Lochmatter (1825–1897), Tourismuspionier von Macugnaga
- Matthias Zurbriggen (1856–1917), schweizerisch-italienischer Bergsteiger